# (500882) 2013 JN64
(500882) 2013 JN64, também escrito como (500882) 2013 JN64, é um objeto transnetuniano que está localizado no disco disperso, uma região do Sistema Solar. Este corpo celeste está em uma ressonância orbital de 3:7 com o planeta Netuno. Ele possui uma magnitude absoluta de 8,4 e tem um diâmetro estimado de 92 quilômetros.

## Descoberta
(500882) 2013 JN64 foi descoberto no dia 8 de maio de 2013 pelo Outer Solar System Origins Survey.

## Órbita
A órbita de (500882) 2013 JN64 tem uma excentricidade de 0,292 e possui um semieixo maior de 53,343 UA. O seu periélio leva o mesmo a uma distância de 37,771 UA em relação ao Sol e seu afélio a 68,916 UA.